# Дембіни (Пшисуський повіт)
Дембіни (пол. Dębiny) — село в Польщі, у гміні Пшисуха Пшисуського повіту Мазовецького воєводства.
Населення — 220 осіб (2011).
У 1975-1998 роках село належало до Радомського воєводства.

## Демографія
Демографічна структура станом на 31 березня 2011 року:
|          | Загалом | Допрацездатний вік | Працездатний вік | Постпрацездатний вік |
| -------- | ------- | ------------------ | ---------------- | -------------------- |
| Чоловіки | 117     | 30                 | 79               | 8                    |
| Жінки    | 103     | 26                 | 55               | 22                   |
| Разом    | 220     | 56                 | 134              | 30                   |